# Халуца
Халуца (ивр. חלוצה‎) — древний набатейский город, расположенный юго-западнее Беер-Шевы, внесённый в список Всемирного наследия ЮНЕСКО как часть Дороги благовоний в 2005 году.

## История
Халуца была создана в III веке до н. э. набатеями как одна из стоянок на караванном пути Дороги благовоний. Древнейшая набатейская надпись, найденная на территории Палестины и датированная 168 годом до н. э., упоминает Халуцу как город, созданный во время правления царя Ареты I.
В «Географии» Птолемея также называется Халуца как «одно из поселений восточнее Иордана». На Пейтингеровой таблице город расположен на расстоянии 71 мили от Иерусалима и 24 мили от Авдата. На Мадабской карте есть изображение Халуцы с сторожевыми башнями и домами с красной черепицей, по всей видимости, церквями. В двух письмах Либания Антиохийского Халуца упоминается как столица римской провинции Палестина Салютарис.
Святой Иларион посещал Халуцу и обнаружил там храм Венеры. По некоторым источникам, священники из Халуцы принимали участие в Третьем Эфесском и Четвёртом Халкидонском вселенских соборах. На найденных папирусных свитках в Ницане VI века упоминается Халуца как центр области, к которой относится и сама Ницана.
Во времена арабского завоевания Палестины жители Халуцы, в отличие от других городов в Негеве, не оставили город и он продолжал оставаться региональной столицей.

## Археологические раскопки

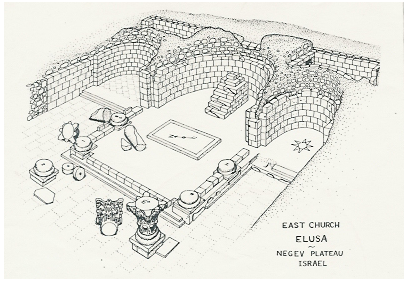
Восточная церковь

Во времена британского мандата вблизи руин Халуцы был создан арабский посёлок Эль-Халаца, причём на постройку зданий пошли камни древнего города. В 1915 году английский археолог Чарльз Вулли и Лоуренс Аравийский посетили Халуцу и зарисовали остатки городских стен. Первые археологические раскопки города начались в 1973 году и проводились под руководством известного израильского археолога Авраама Негева. Археологические экспедиции 1997 и 2000 гг., проводившиеся Хаимом Гольдфосом и Питером Фабианом, обнаружили восточную церковь, театр и керамическую мастерскую. Несмотря на свидетельства Чарльза Вулли и Томаса Лоуренса, крепостные стены так и не были найдены, а защита города, скорее всего, проводилась из ряда сторожевых башен, одна из которых возвышалась на высоту 8 метров. Эллинистические надписи были обнаружены в северо-западной части города, в котором находилось византийское поселение, в то время как набатейское поселение располагалось в южной его части. Также были найдены остатки двух церквей, арены, мавзолея и жилых домов. Южнее города обнаружены гончарная мастерская, ипподром и кладбище.